# Andrzej Witold Kownacki

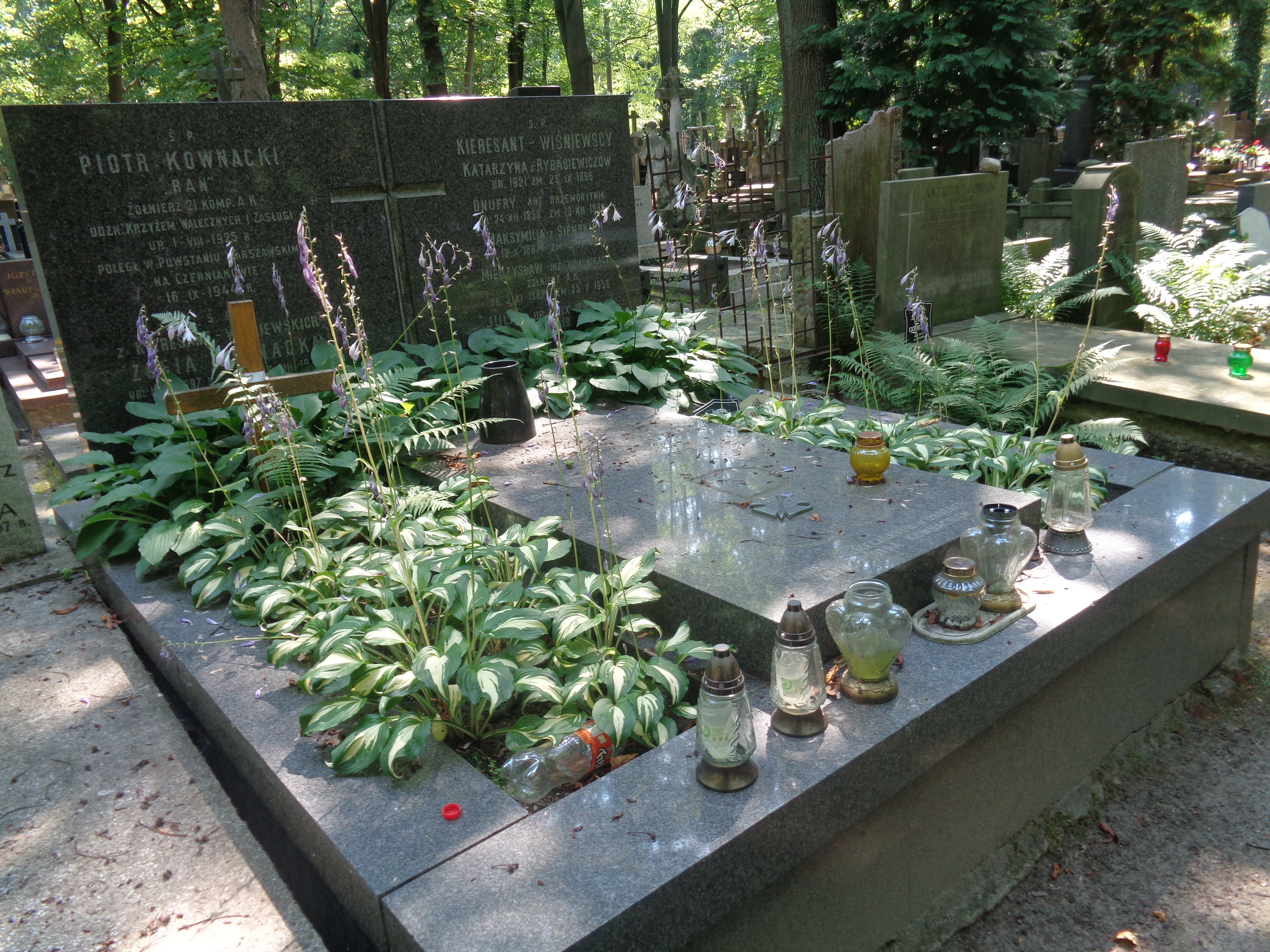
Nagrobek Andrzeja Kownackiego na cmentarzu Powązkowskim

Andrzej Witold Kownacki, ps. „Jerzy Jerzewski” (ur. 4 listopada 1897 w Tomsku, zm. 12 lutego 1980 w Warszawie) – uczestnik wojny polsko-bolszewickiej, powstaniec warszawski, inżynier.

## Życiorys
Urodził się w Tomsku na Syberii, gdzie spędził pierwsze lata życia. Po wstępnej edukacji w domu wysłany został do szkoły księdza Jana Gralewskiego, zwanej Polskim Ogniskiem Wychowawczym Wiejskim, mieszczącej się w Starej Wsi pod Celestynowem. Następnie podjął naukę w szkole Wróblewskiego w Warszawie.

### I wojna światowa i dwudziestolecie międzywojenne
Po wybuchu I wojny światowej zdał egzamin maturalny jako ekstern przy Korpusie Kadetów w Moskwie, a następnie, po powołaniu do wojska, przeszedł skrócony kurs Konstantynowskiej Szkoły Artylerii w Kijowie, skąd został wysłany na front austriacki. Po wybuchu rewolucji bolszewickiej wycofał się z wojska rosyjskiego i w styczniu 1918 wstąpił do 1. baterii konnej Brygady Artylerii III Korpusu Polskiego na Wschodzie. Przeszedł z nią szlak bojowy aż do rozbrojenia przez Austriaków pod Winnicą. Następnie przedostał się do Polski i w lutym 1919 otrzymał przydział do 8 pułku artylerii polowej, w którym od czerwca 1920 dowodził baterią. W 1920 roku dostał się do niewoli litewskiej, z której udało mu się zbiec. Wrócił do Polski 19 sierpnia 1920 i przyłączył się do 8 pułku artylerii polowej, w którym objął stanowisko dowódcy baterii. Po wojnie skończył studia rolnicze w Szkole Głównej Gospodarstwa Wiejskiego w Warszawie, założył rodzinę. Do wybuchu wojny w 1939 roku zajmował się parcelacją.

### II wojna światowa
Tuż przed wybuchem wojny został powołany do wojska. Uczestniczył w kampanii wrześniowej jako dowódca 26 pułku artylerii lekkiej 26 DP Armii Pomorze. Ciężko ranny w starciu z Niemcami pod Tarnawatką, trafił do szpitala w Tomaszowie Lubelskim. Po wejściu Armii Czerwonej do Tomaszowa uciekł do Lublina, skąd trafił do Warszawy. 11 listopada 1939 został aresztowany przez Niemców. Jako zakładnik umieszczony został w Uniwersytecie Warszawskim, a następnie zwolniony ze względu na stan zdrowia. W styczniu 1941 włączył się do pracy konspiracyjnej w ZWZ-AK. Był zastępcą inspektora Wojskowej Służby Ochrony Powstania Obwodu Śródmieście Okręgu Warszawa-Miasto ZWZ-Okr. Warszawa AK. W tym czasie pracował przy produkcji pantofli, następnie współprowadził komis, a potem kawiarnię. W czasie okupacji stracił w obozie Auschwitz-Birkenau starszego brata – prawnika Piotra, a w obozie Ravensbrück (KL) bratową – Zofię z domu Chełchowską.

### Powstanie warszawskie
Po wybuchu powstania warszawskiego został przydzielony do sztabu Obwodu Śródmieście. Pełnił kolejno funkcję zastępcy dowódcy Zgrupowania „Chrobry II”, potem szefa sztabu w tym zgrupowaniu. Tam został odznaczony Krzyżem Srebrnym Orderu Virtuti Militari i awansowany do stopnia majora. Po kapitulacji powstańców, wraz ze swoim zgrupowaniem, został przez Niemców wywieziony na krótko do obozu w Łambinowicach (Lamsdorf), a następnie – jako oficer – do Oflagu II C Woldenberg. W kwietniu 1945 powrócił do kraju i odnalazł żonę. W powstaniu warszawskim na Czerniakowie zginął jego jedyny syn – Piotr (podchorąży „Ran”).

### Po roku 1945
W 1946 roku został inspektorem Zarządu Okręgowego Państwowych Nieruchomości Ziemskich w Opolu. Tam został aresztowany, a następnie osadzony w więzieniu w Katowicach. Odrzucił propozycję współpracy z Urzędem Bezpieczeństwa, w związku z czym otrzymał wilczy bilet, co oznaczało m.in. brak możliwości otrzymania posady w tym rejonie. Wówczas przeniósł się wraz z żoną do Warszawy i po licznych staraniach został zatrudniony w Państwowym Przedsiębiorstwie Robót Komunikacyjnych (od marca 1949 jako naczelnik wydziału zbytu). Aresztowano go ponownie 6 października 1950 (umieszczono w więzieniu przy ul. 11 listopada w Warszawie) i skazano na 5 lat więzienia. W ramach amnestii zwolniony został 31 stycznia 1953, a wyrokiem Sądu Wojewódzkiego dla m.st. Warszawy z 20 stycznia 1961 – uniewinniony. Po zwolnieniu z więzienia przez pół roku nie mógł dostać żadnej pracy. Ostatecznie otrzymał etat inspektora w przemyśle zielarskim (ZPZ Herbapol w Warszawie). W 1972 roku zmarła jego żona, chora od lat na białaczkę. W 1973 roku ożenił się z Danutą Tyszyńską.
Zmarł na skutek trzeciego zawału 12 lutego 1980. Pochowany w rodzinnym grobie na cmentarzu Powązkowskim w Warszawie (kwatera 251-4-6,7).